# Panda Atelier

Panda Atelier foi um programa do Canal Panda exibido entre 2004 a 2016. Foi exibido às quartas, sextas, sábados e domingos às 07h30, 12h00 e 21h00.